# Núria Prims
Núria Prims (Barcelona, 29 de septiembre de 1972) es una actriz española de cine y televisión. Se dio a conocer a nivel nacional sobre todo por su participación en la serie Hospital Central, si bien tiene también una larga trayectoria cinematográfica.
Debutó en cine en el año 1995 de la mano del director Montxo Armendáriz, con la película Historias del Kronen, a la cual, al año siguiente, le siguieron tres, todas ellas en el mismo año, El domini del sentits, Andrea y Un cuerpo en el bosque. En el año 1997 participó en los largometrajes Suerte y Sueños de sal, y en el año 1998 en el film de Fernando Colomo Los años bárbaros. En el año 1999 fueron tres las películas en que trabajó, Saïd, dirigida por Lorenzo Soler, Sobreviviré del director David Menkes y Pensarás mal de mí, ésta a las órdenes del director Artur Rodríguez. Otros títulos que constan en la filmografía de la actriz son Tomándote de la directora Isabel Gardela, Tiempos de azúcar de Juan Luis Iborra e Inconscientes, de Joaquín Oristrell, en el año 2004. Después la actriz se ha dedicado más a la televisión.
En la pequeña pantalla debutó en el año 1996, cuando le ofrecieron el papel de Mariona Montsolís, hija del jefe de la saga familiar, en la telenovela Nissaga de poder, una producción de la televisión autonómica catalana que alcanzó un éxito enorme y que la convirtió en un personaje muy popular en Cataluña. Posteriormente, la actriz ha participado en otras series como La caverna, 16 dobles, Pataghoribí, A biblioteca da Iguana, Génesis: En la mente del asesino o El espejo. En el año 2009, Núria se incorporó a la serie Hospital Central, siendo entonces cuando consigue la popularidad a nivel nacional. En ella interpreta a una médica de urgencias, la doctora Leyre Durán, una mujer sensible y romántica que está casada con Jacobo, el cual le es infiel, lo que hace que ella se acerque a Fernando, aunque sin entablar en ningún momento una relación amorosa.

## Filmografía

### Cine
- Historias del Kronen, de Montxo Armendáriz (1995).
- El domini del sentits, de María Ripoll (1996).
- Andrea, de Sergi Casamitjana (1996).
- Un cuerpo en el bosque, de Joaquín Jordà (1996).
- Suerte, de Ernesto Telleria (1997).
- Sueños de sal, de Gloria Núñez (1997).
- Los años bárbaros, de Fernando Colomo(1998).
- Saïd, de Lorenzo Soler (1999).
- Sobreviviré, de David Menkes (1999).
- Pensarás mal de mi, de Artur Rodríguez (1999).
- Tomándote, de Isabel Gardela (2000).
- Tiempos de azúcar, de Juan Luis Iborra(2001).
- Inconscientes, de Joaquín Oristrell (2004).
- Madre e hija, de Francesc Alarcón (2010).
- Incierta gloria, de Agustí Villaronga (2017).

### Televisión
- Nissaga de poder (1996) como Mariona Montsolís.
- La caverna (2000) como Alicia.
- 16 dobles (2002-2003) como Cristina Bofill.
- Pataghoribí (2005) como Sandra.
- A biblioteca da Iguana (2006) como Lúa.
- Génesis: En la mente del asesino (1 capítulo-2007) como Nuria.
- El espejo (2008) como Montse.
- Hospital Central (2005) como Clara.
- Hospital Central (2009) como Dra. Leyre Durán.
- Hache (2019) como Camino.

## Premios
Premios Sant Jordi de Cinematografía
| Año  | Categoría                         | Película        | Director(a)       | Resultado |
| ---- | --------------------------------- | --------------- | ----------------- | --------- |
| 2017 | Mejor actriz en película española | Incierta gloria | Agustí Villaronga | Ganadora  |

Festival internacional del cine mediterráneo de Montpellier
| Año  | Categoría                     | Película  | Resultado      |          |
| ---- | ----------------------------- | --------- | -------------- | -------- |
| 2000 | Gran Premio de Interpretación | Tomándote | Isabel Gardela | Ganadora |